# Ferrari Experience 2
Ferrari Experience 2 (estilizado como Ferrari experience II) es un videojuego de carreras de 2003 desarrollado y publicado por Sumea para teléfonos móviles con J2ME. Es la secuela de Ferrari Experience.

## Jugabilidad
Ferrari Experience 2 es un juego de carreras en tercera persona donde se conduce un coche de Fórmula 1 de Ferrari. Cuenta con dos modos de juego: Carrera Simple y Campeonato. En el modo Carrera Simple solo se participa en una carrera de tres vueltas en un único circuito y en el modo campeonato se compite en tres carreras contra diecinueve oponentes. Cuenta con tres circuitos: Fácil, Medio y Difícil cada uno con un paisaje distinto, dos con clima seco y uno mojado.